# Gobbi Hilda

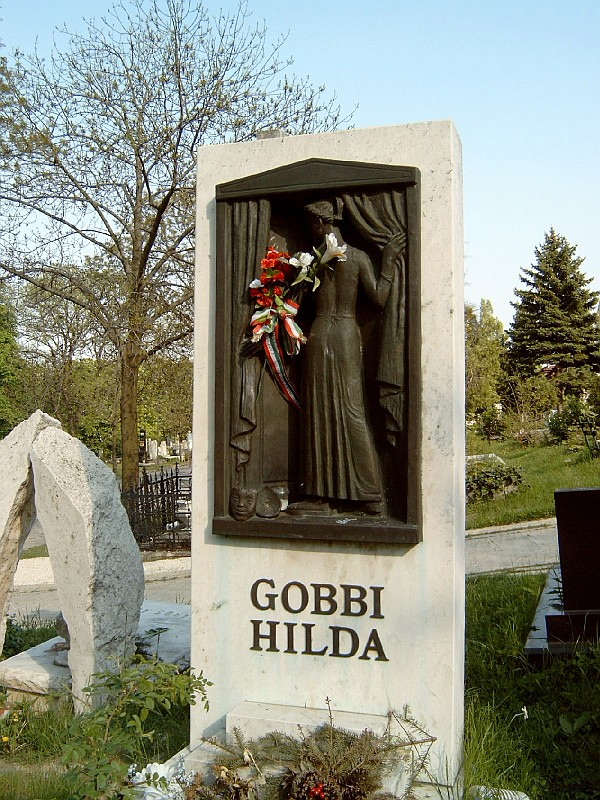
Gobbi Hilda sírja a Farkasréti temetőben

Gobbi Hilda Emília Gizella (Budapest, 1913. június 6. – Budapest, 1988. július 13.) Kossuth-díjas, apai ágon olasz származású magyar színművész, érdemes és kiváló művész, a magyar színház- és filmtörténet egyik legérdekesebb, legeredetibb és legközkedveltebb alakja. Gobbi Alajos zeneszerző, karmester és hegedűtanár unokája.

## Életpályája

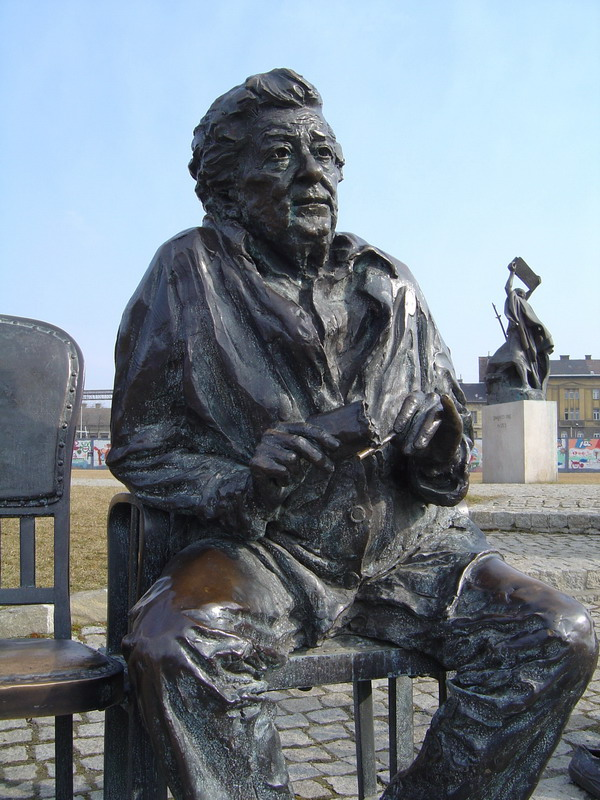
Gobbi Hilda szobra a Nemzeti Színház előtt. Párkányi Raab Péter alkotása

Gobbi Ede Alajos (1887–1963) olasz származású papírkárpitgyári üzletvezető és Schneckenburger Margit (1895–1941) római katolikus vallású szülők gyermekeként született Budapesten. Hilda a gimnázium után a putnoki Gazdasági Felső Leánynevelő Intézetbe járt, majd a Pázmány Péter Tudományegyetem Botanikus Kertjében gyakornokoskodott. 1932 és 1935 között az Országos Magyar Királyi Színművészeti Akadémia ösztöndíjas növendéke volt. A diploma átvétele után a Nemzeti Színházhoz szerződött. 1960 és 1970 között a József Attila Színház, 1971-től 1982-ig újra a Nemzeti, majd 1982-től haláláig a Katona József Színház tagja volt.
1945 előtt részt vett a munkásszínjátszásban, szerepelt a Vasas Szakszervezet művészestjein és szerepet vállalt az ellenállási mozgalomban is. A német megszállás, 1944. március 19. után illegalitásba vonult. Apjától, Gobbi Ede századostól, egy munkaszolgálatos zászlóalj parancsnokától, katonai mentesítő űrlapokat szerzett az ellenállás részére, melyeket felsőbb kapcsolatain, Horváth Árpádon és Major Tamáson keresztül továbbított.

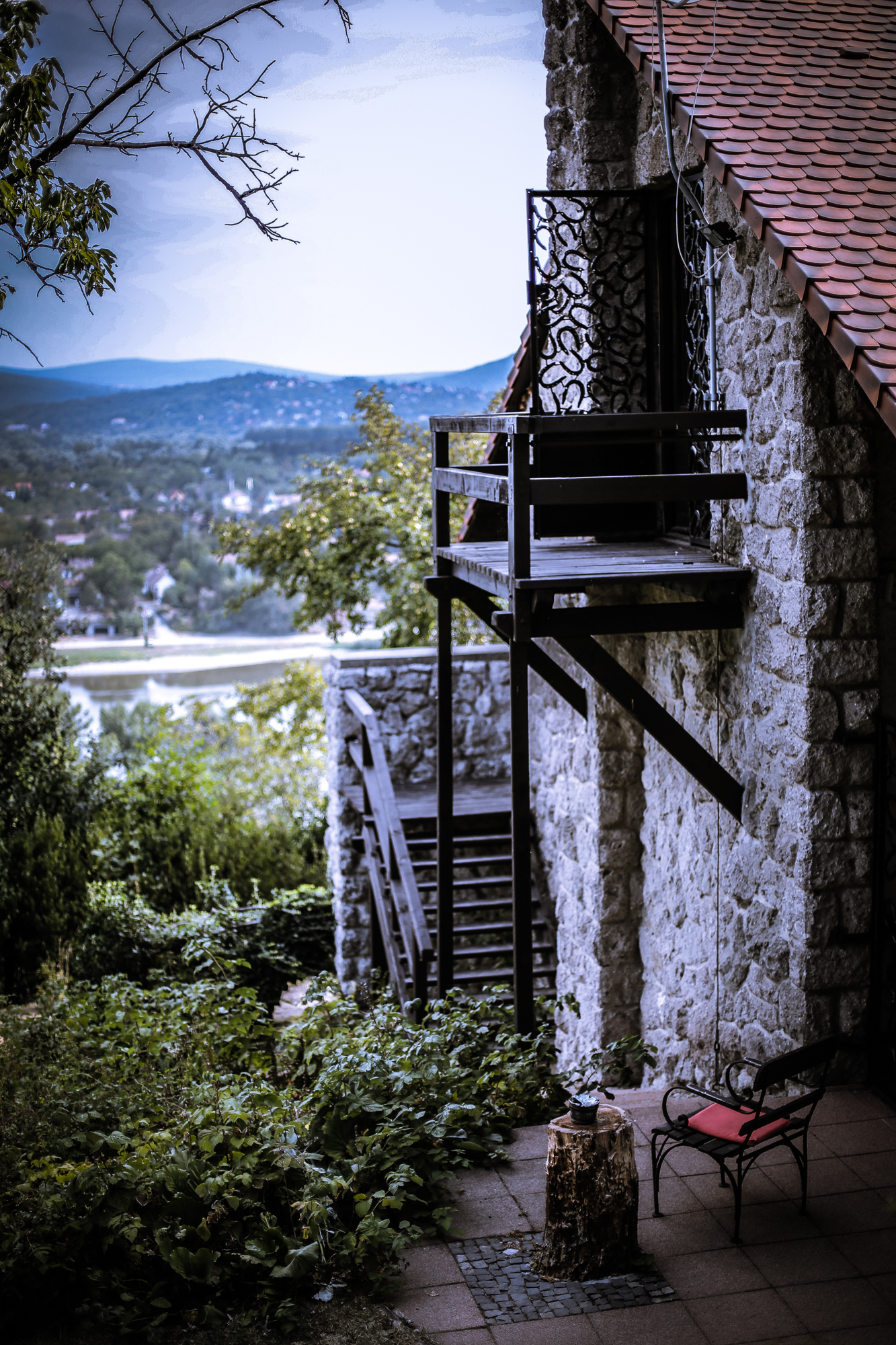
Kilátás a visegrádi nyaralójából, a Patkó villából (P. Szabó István, 2013)

A második világháború után tevékenyen közreműködött a Nemzeti Színház újjáépítésében. A Nemzeti Színház ifjú kommunista művészeinek kezdeményezéséből alakult meg 1945 februárjában az Ötös Bizottság (tagjai: Major Tamás, Both Béla, Gobbi Hilda, Várkonyi Zoltán, Oláh Gusztáv).
Elkötelezett baloldaliként részt vett a közéletben is. Egy interjúban mondta egyszer: „Én sohasem voltam »csak« színész. Hiszek abban a sokak által ostobaságnak vélt közhelyben, hogy a színész akarva-akaratlanul mindig politizál. Már csak azért is, mert másfél méterrel magasabban áll a közönségnél, amikor szól hozzá.” Kezdeményezésére jött létre a Bajor Gizi Színészmúzeum, a színinövendékeknek a Horváth Árpád kollégium, az idős színészek számára pedig a Jászai Mari és az Ódry Árpád színészotthon. A Jászai Otthonból később – szintén az ő kezdeményezésére – a fiatal színészek otthona lett. A Színházművészeti Szövetségben, valamint a Színész Szakszervezetben sokat tett a rászoruló színésztársaiért.
Nőkhöz fűződő vonzalmát a kor társadalmi nézetei miatt nyíltan nem vállalhatta, de a színészvilágon belül köztudott volt kapcsolata Temessy Hédi színésznővel, majd Galgóczi Erzsébet írónővel.
Budán, az Orsó utca 41.-ben lakott, Nagy Imre villájának (Orsó utca 43, Nagy Imre Emlékház) szomszédságában. Gyakori vendég volt nála - kora színészein kívül - a szintén közelben lakó Péter Gábor és felesége, Simon Jolán, Rákosi Mátyás titkárnője, akivel Major Tamás segítségével, azonos háztartásban leltek menedéket még a háború alatt, és Gobbi Hilda haláláig bizalmas kapcsolatban maradtak.

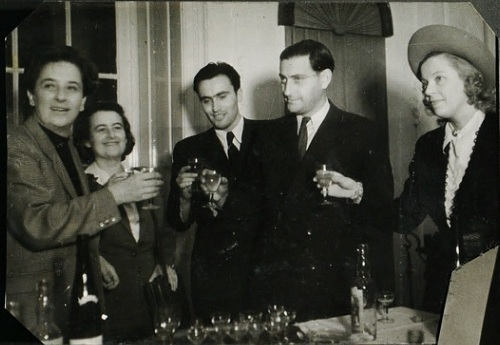
Gobbi Hilda mint kollégiumi elnök, Péter Gáborné Simon Jolán, Kerékgyártó Elemér, Goda Gábor és Sennyei Vera a Horváth Árpád Színészkollégium megnyitóján, 1947. március 9-én

## Jótékonysági tevékenysége
Neki köszönhető többek között, hogy 1947. március 9-én megnyílt a Horváth Árpád Színészkollégium. A háború után 1946. szeptemberéig üresen álló Vilma királynő úti épületet sikerült megszereznie Zamercev vezérőrnagy városparancsnoktól a „Fényes szelek nemzedék” tehetséges színinövendékei számára. 1948-ban hozta létre a Jászai Mari Színészotthont, szegény, „rossz” sorsú színészek részére, amely ma is működik a fővárosi V. kerületi Magyar utcában. 1950. október 1-jén a VI. kerületben, a Lendvay utca 13. szám alatt nyílt meg az Ódry Árpád Színészotthon, melyet ugyancsak Gobbi Hilda alapított, idős művészek számára. Az intézmény ma is működik. Végrendeletében – mivel családja nem volt – vagyona egy részéből az Aase-díjat alapította meg, illetve az összeg kis részéből rászoruló, idős színésztársait támogató alapot hozott létre – ez a támogatás azonban mára jelentéktelen összegűvé vált. A Visegrád-Szentgyörgypusztán, a Áprily-völgyben álló nyaralóját alkotóház céljára ajánlotta fel. Tiszteletére alapították meg a Gobbi Hilda-díjat a pályájuk delén túl lévő, korábban nem díjazott színészek számára.

## Művészete

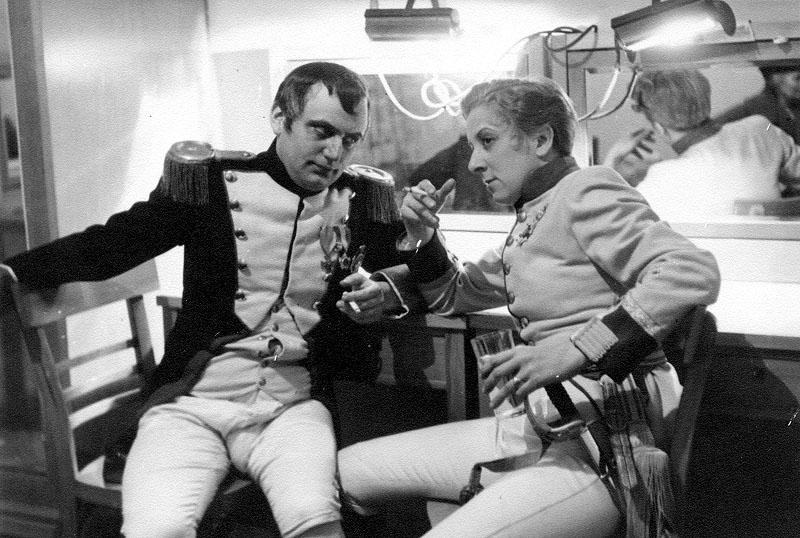
Edmond Rostand: A sasfiók. Nemzeti Színház, 1942. Az öltözőben Apáthi Imre és Gobbi Hilda

A Színházi adattárban regisztrált bemutatóinak száma: 124, ugyanitt százhuszonkilenc fotón is látható.

### Főbb szerepei

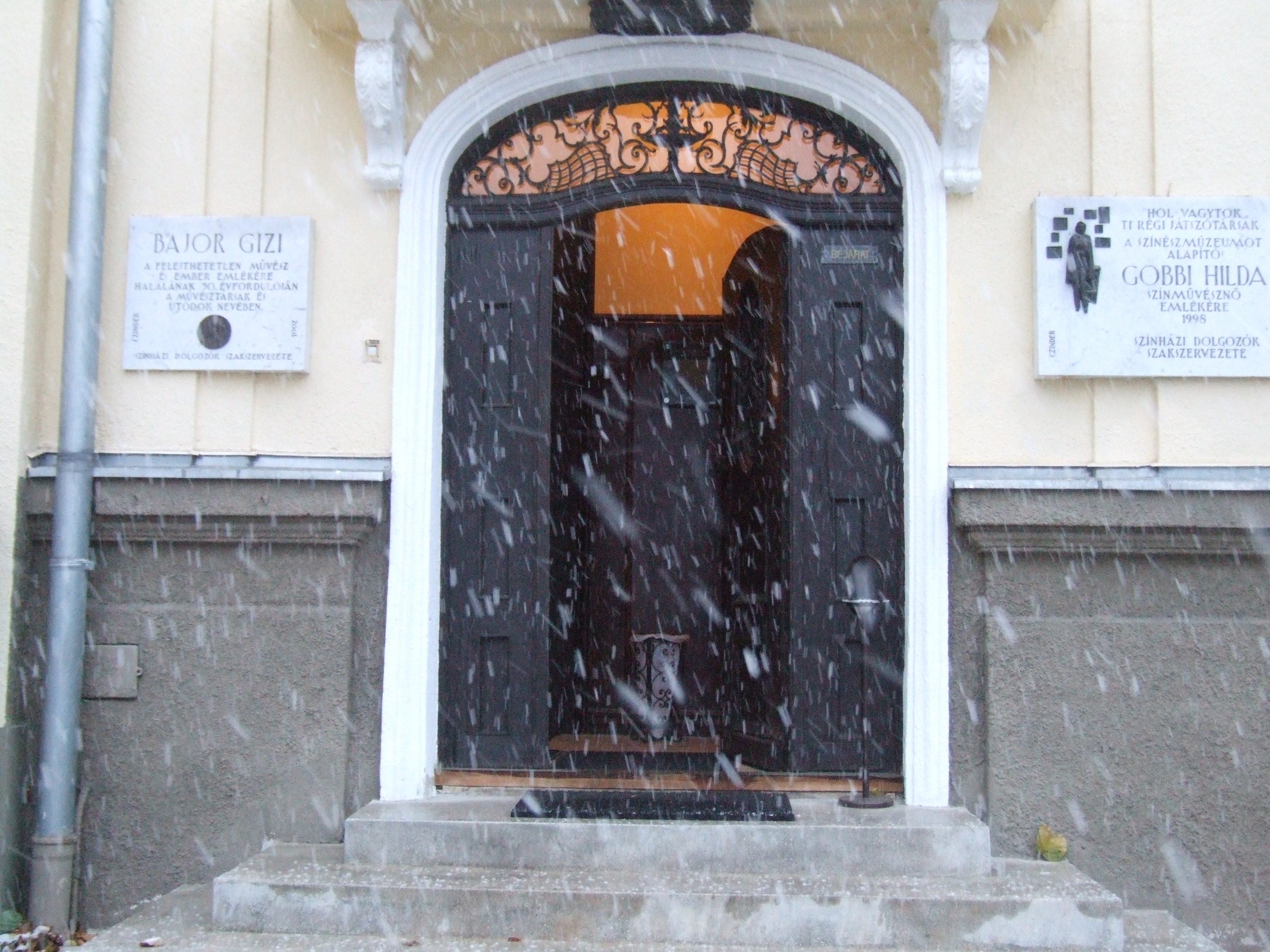
Gobbi Hilda emléktáblája a Bajor Gizi Színészmúzeum bejáratánál

#### Színpadon
- Phaedra (Jean Racine: címszerep)
- Mirigy (Vörösmarty Mihály: Csongor és Tünde)
- Mina néni, Zsani néni (Móricz Zsigmond: Nem élhetek muzsikaszó nélkül)
- Nyilas Misi (Móricz Zsigmond: Légy jó mindhalálig)
- Pallagné (Kodolányi János: Vidéki történet)
- York hercegné, majd Margit királyné (Shakespeare: III. Richárd)
- Gertrud (Shakespeare: Hamlet)
- Karnyóné (Csokonai: Az özvegy Karnyóné és a két szeleburdiak)
- Iluska mostohája (Kacsóh-Heltai: János vitéz)
- Ljubov Jarovaja (Trenyov: Ljubov Jarovaja)
- Oinone (Jean Racine: Phaedra)
- Mamurré anyó (Sarmante: A 106. születésnap)
- Mrs. Pearce (G. B. Shaw: Pygmalion)
- Aurelie (Jean Giraudoux: Párizs bolondja)
- Murzaveckaja (Osztrovszkij: Farkasok és bárányok)
- Gertrudis (Katona József: Bánk bán)
- Vassza Zseleznova (Gorkij: címszerep)
- Ferenc reichstadti herceg (Rostand: A sasfiók)
- Aase (Henrik Ibsen: Peer Gynt)
- Varvara (Pjotr Pavlenko: Boldogság)
- Huberné (Füst Milán: Boldogtalanok)
- Eugénia (Sławomir Mrożek: Tangó)
- Öregasszony (Spiró György: Csirkefej)
- Rizi (Örkény István: Pisti a vérzivatarban)
- Gilz háztulajdonosnő (Elias Canetti: Esküvő)

#### Filmekben
- A kölcsönkért kastély (1937)
- Süt a nap (1938)
- Péntek Rézi (1938)
- A hölgy egy kissé bogaras (1938)
- Áll a bál (1939)
- Dr. Kovács István (1941)
- Szabotázs (1942)
- Üzenet a Volga-partról (1942)
- Sári bíró (1943)
- A látszat csal (1944)
- Egy asszony elindul (1948)
- Mágnás Miska (1949)
- Janika (1949)
- Kis Katalin házassága (1950)
- Különös házasság (1951)
- Déryné (1951)
- Becsület és dicsőség (1951)
- Civil a pályán (1951)
- Nyugati övezet (1952)
- Péntek 13 (1953)
- Rokonok (1954)
- Különös ismertetőjel (1955)
- Itthon (1955)
- Tanár úr kérem (1956)
- Hannibál tanár úr (1956)
- Külvárosi legenda (1957)
- Édes Anna (1958)
- Vörös tinta (1959)
- Lopások az áruházban (1959)
- Tegnap (1959)
- Fekete szem éjszakája (1959)
- Aranyfácán (tv-film, 1960)
- Mindenki ártatlan? (1961)
- Elektra (1962)
- Az aranyember (1962)
- Hattyúdal (1963)
- Párbeszéd (1963)
- A pénzcsináló (1964)
- Mit csinált felséged 3-tól 5-ig? (1964)
- Nyaralás Piroskával (1965)
- Édesmama (1965)
- A tizedes meg a többiek (1965)
- A helység kalapácsa (1965)
- Butaságom története (1966)
- Törékeny boldogság (1966)
- Aknamező (1966)
- Ketten haltak meg (1966)
- Nem szoktam hazudni (1966)
- Egy magyar nábob (1966)
- Közbejött apróság (1966)
- Büdösvíz (1966)
- Veszedelmes labdacsok (1967)
- Princ, a katona (1967)
- Mondd a neved (1967)
- Sellő a pecsétgyűrűn (1967)
- Török az adu (1967)
- Egy nap a paradicsomban (1967)
- Miért beszél annyit Mrs. Piper...? (1967)
- Kártyavár (1968)
- Bors (1968)
- Egri csillagok (1968)
- A veréb is madár (1968)
- Fiúk a térről (1968)
- Az aranykesztyű lovagjai (1968)
- Kincskereső kisködmön (1968)
- A Hanákné ügy (1969)
- Az örökös  (1969)
- A beszélő köntös  (1969)
- A varázsló  (1969)
- A régi nyár (1969)
- A 0416-os szökevény (1970)
- Játék olasz módra (1970)
- Mindannyiotok lelkiismerete megnyugodhat… (1970)
- Nyomozók társasága (1970)
- Hatholdas rózsakert (1970)
- Pillangó (1970)
- Só Mihály kalandjai (1970)
- A fekete város (tv-film, 1971)
- Médeia (1971)
- Nyulak a ruhatárban (1972)
- A vőlegény nyolckor érkezik (1972)
- Különös vadászat (tv-film, 1972)
- Cseppek (1972)
- Dorottya (1973)
- Kakuk Marci (1973)
- Ejnye Cecília! (1973)
- Szépség Háza (tévéfilm, 1975)
- Százéves asszony (1976)
- Amerikai cigaretta (1977)
- Használt koporsó (1979)
- Kojak Budapesten (1980)
- Bolond nagysága (tv-film, 1981)
- A Mi Ügyünk, avagy az utolsó hazai maffia hiteles története (tv-film, 1982)
- Gyertek el a névnapomra! (1983)
- Holt lelkek (tv-film, 1983)
- Szerelem száz háton... (1983)
- A vén bakancsos és fia, a huszár (tv-film, 1984)
- Elcserélt szerelem (1984)
- A nagymama (1985)
- Csongor és Tünde (1986)
- Nyolc évszak 1-8. rész (tv-film, 1986)
- A Jávor (1987)
- Egy gazdag hölgy szeszélye (1987)

## Rádiós szerepei
- Henrik Ibsen: Peer Gynt (1936)
- Meskó Barna: Selyemkendő (1936)
- Farkass Jenő: Hivatlan vendég (1937)
- Gyenes Rózsa: A mama férjhez megy (1937)
- Mikszáth Kálmán: A vén gazember (1938)
- Bodai Jenő: Ha az ember szerelmes (1941)
- Vörös Miklós: Egy védtelen asszony (1941)
- Gergely Sándor: Az én fiam (1947)
- Erskine Caldwell: Dohányföldek (1948)
- Lev Tolsztoj: A sötétség hatalma (1950)
- André Stil: Az első összecsapás (1952)
- Konsztantin Szimonov: Idegen árnyék (1952)
- Vajda István: Vak vágányon (1952)
- Vészi Endre: A vashuta emberei (1952)
- Baróti Géza: Szalonkocsi (1953)
- Bohumilova Silova: Emberek papírból (1953)
- Diderot: Az apáca (1953)
- Gergely Sándor: Vitézek és hősök (1955)
- Jean-Paul Sartre: A főbelövendők klubja (1955)
- Kreutzer Sándor: A fjordok országában (1955)
- Palotai Boris: Ünnepi vacsora (1955)
- Vészi Endre: Szélvihar Kőszegen (1955)
- Albert István: Ének Igor hadáról (1956)
- Karinthy Ferenc: Ezer év (1956)
- Kocsonya Mihály házassága (1957)
- Hegedűs Géza: Szerelem a fűzfák alatt (1957)
- Hemingway, Ernest: Akiért a harang szól (1957)
- Tolsztoj, Lev: Feltámadás (1958)
- Visnyevszkij: Kronstadti tengerészek (1958)
- Vörösmarty Mihály: Csongor és Tünde (1958)
- Bozó László: Furfangos Dalila (1959)
- Cao Jü: Zivatar (1959)
- Hans Christian Andersen: Hókirálynő (1960)
- Kodolányi János: Vidéki történet (1961)
- Leszkov: Egy kis tévedés (1961)
- Aiszkhülosz: Eumeniszek (1962)
- Hollós Korvin Lajos: Pázmán lovag (1962)
- Mándy Iván, László Endre: Robin Hood kalandjai (1962)
- Balássy László: Dal a folyó felett (1963)
- "Csak tiszta forrásból..." (1964)
- Euripidész: Ion (1964)
- Róna Tibor: Húsz éven felülieknek (1964)
- Jevgenyij Svarc: A két juharfa (1965)
- Tóth Károly: Claudius, az isten (1965)
- Charles Dickens: Dombey és fia (1967)
- Donald Honig: Mibe kerül 500000 dollár? (1968)
- Hans Sachs-Kopányi György: A mennyetjárt ifiúr (1969)
- Homérosz: Odüsszeia (1970)
- Sós György: A szürke autó utasai (1970)
- Szegedi Lőrintz: Theophania (1971)
- Csurka István: Amerikai cigaretta (1972)
- Sós György: Hétfői humanizmus (1972)
- Galgóczi Erzsébet: Használt koporsó (1975)
- Forgács István: Papírhold (1976)
- Lope de Vega: Javasasszony (1976)
- Szakonyi Károly: Nő arcképe, háttérrel (1976)
- Jordan Dobreski: Magányosok (1979)
- Mezei András: Ló az operában (1981)
- Schwajda, György: A Szent család (1982)
- Galgóczi Erzsébet: A kápolna titka (1983)
- Magnusson, Ove: Nyugdíjasok lázadása (1983)
- Békés Pál: Körborz (1985)
- Vampilov, Alekszandr: Húsz perc az angyallal (1986)
- Balázs Attila: Mont Blanc hava (1987)
- Sarkadi Imre: Oszlopos Simeon (1988)
- A Szabó család Szabó nénije, haláláig

Ezen kívül számtalan rádiójátékban szerepelt.

## Díjai, elismerései
- Farkas–Ratkó-díj (1941)
- Magyar Szabadság érdemrend ezüst fokozata (1947)
- Kossuth-díj (1949)
- Érdemes művész (1950)
- Kiváló művész (1955)
- A Munka Érdemrend arany fokozata (1965, 1970, 1973)
- SZOT-díj (1977)
- Színikritikusok Díja – legjobb női epizódalakítás (1982)
- A Magyar Népköztársaság Zászlórendje (1983)
- A Magyar Népköztársaság Babérkoszorúval Ékesített Zászlórendje (1988)

## Emlékezete

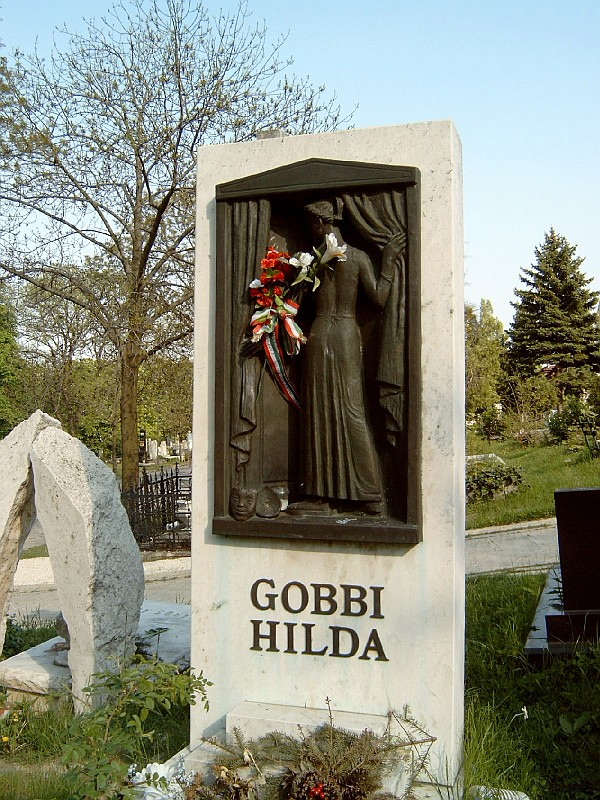
Gobbi Hilda sírja Budapesten. Farkasréti temető: 22/1-1-79. A sírkő Búza Barna alkotása

- Alakja felbukkan (említés szintjén, nem kimondottan pozitív kontextusban) Kondor Vilmos magyar író Budapest novemberben című bűnügyi regényében.
- Gobbi Hilda-életműdíj

Szobrok, emléktáblák
- Gobbi Hilda síremléke: Búza Barna, a síremléket díszítő, színházi függöny előtt álló bronz hölgyalak 1989-ben készült (Budapest, Németvölgyi út 99.)[13]
- Gobbi Hilda-emléktábla: Czinder Antal 1998-ban avatott alkotása (Budapest, Stromfeld Aurél utca 16.)[13]
- Gobbi Hilda-szobor: a Nemzeti Színház előtti szoborparkot díszíti Párkányi Raab Péter 2002-ben avatott bronz szobra, ami a Blaha Lujza téri színház nézőtéri székében ülve, civil ruhában ábrázolja (Budapest IX. kerülete, Bajor Gizi park 1.)[14]

Nevét őrzik
- Gobbi-villa: Gobbi Hilda nyaralója volt
- Gobbi Hilda (Művész)Klub: A Pesti Magyar Színház színház mellett működő színészklub (Wesselényi utca 60.)[15][16][17]
- Gobbi Hilda Színpad: a Nemzeti Színház stúdiószínháza 2007. május 11. óta (Budapest IX. kerület, Millenniumi Városközpont)[14]
- Gobbi Hilda-emlékév: eseménysorozat 2013-ban az Országos Színháztörténeti Múzeum és Intézet (OSZMI) szervezésében, a színésznő születésének 100. évfordulója alkalmából[18]

Róla szólnak
- Mestersége: színész Gobbi Hilda: Vitray Tamás 1983-ban készített portréműsora[19]
- Közben...: Gobbi Hilda 1984-ben megjelent önéletrajzi kötete.[20]
- Színésznő vagyok Téli beszélgetés Gobbi Hildával: Juszt László 1987-ben készített portréműsora[21]
- Gobbi Hilda-honlap: 2015-ben megjelent virtuális kiállítás, ami az OSZK Színháztörténeti Tárában 2013-ban, a művésznő születésének 100 évfordulója tiszteletére rendezett kamarakiállítás kibővített, szerkesztett változata.[22]
- Közben...: 2021-ben a POKET Zsebkönyvek újból megjelentette az önéletrajzi írását Keleti Éva fényképeivel. A kötet nagykövete Kútvölgyi Erzsébet színésznő lett.[23][24]

## Származása
| Gobbi Hilda (Budapest, 1913. jún. 6.– Budapest, 1988. júl. 13.) színésznő | Apja: Gobbi Ede (Budapest, 1887. máj. 18.– Budapest, 1963. máj. 1.) gyári üzletvezető | Apai nagyapja: Gobbi Alajos (Pest, 1842. dec. 24.– Budapest, 1932. júl. 27.) hegedűpedagógus, karmester | Apai nagyapai dédapja: Gobbi Alajos (Mantova, 1811. ápr. 21.– 1880 és 1893 között) hegedűművész                    |
| Gobbi Hilda (Budapest, 1913. jún. 6.– Budapest, 1988. júl. 13.) színésznő | Apja: Gobbi Ede (Budapest, 1887. máj. 18.– Budapest, 1963. máj. 1.) gyári üzletvezető | Apai nagyapja: Gobbi Alajos (Pest, 1842. dec. 24.– Budapest, 1932. júl. 27.) hegedűpedagógus, karmester | Apai nagyapai dédanyja: Rott Mária (Oláhország, 1820 körül – Budapest, 1893. aug. 30.)                             |
| Gobbi Hilda (Budapest, 1913. jún. 6.– Budapest, 1988. júl. 13.) színésznő | Apja: Gobbi Ede (Budapest, 1887. máj. 18.– Budapest, 1963. máj. 1.) gyári üzletvezető | Apai nagyanyja: Weisz Jozefa Augusztina (Pest, 1862. máj. 5.– Budapest, 1945. júl. 12.)                 | Apai nagyanyai dédapja: Weisz Gusztáv kalapos                                                                      |
| Gobbi Hilda (Budapest, 1913. jún. 6.– Budapest, 1988. júl. 13.) színésznő | Apja: Gobbi Ede (Budapest, 1887. máj. 18.– Budapest, 1963. máj. 1.) gyári üzletvezető | Apai nagyanyja: Weisz Jozefa Augusztina (Pest, 1862. máj. 5.– Budapest, 1945. júl. 12.)                 | Apai nagyanyai dédanyja: Dorfinger Anna                                                                            |
| Gobbi Hilda (Budapest, 1913. jún. 6.– Budapest, 1988. júl. 13.) színésznő | Anyja: Schneckenburger Margit (Budapest, 1895. febr. 20.– Budapest, 1941. máj. 2.)    | Anyai nagyapja: Schneckenburger Sándor (Bécs, 1869. febr. 25.– Budapest, 1936. ápr. 8.) gyárigazgató    | Anyai nagyapai dédapja: Schneckenburger Engelbert                                                                  |
| Gobbi Hilda (Budapest, 1913. jún. 6.– Budapest, 1988. júl. 13.) színésznő | Anyja: Schneckenburger Margit (Budapest, 1895. febr. 20.– Budapest, 1941. máj. 2.)    | Anyai nagyapja: Schneckenburger Sándor (Bécs, 1869. febr. 25.– Budapest, 1936. ápr. 8.) gyárigazgató    | Anyai nagyapai dédanyja: Mang Emília Anna                                                                          |
| Gobbi Hilda (Budapest, 1913. jún. 6.– Budapest, 1988. júl. 13.) színésznő | Anyja: Schneckenburger Margit (Budapest, 1895. febr. 20.– Budapest, 1941. máj. 2.)    | Anyai nagyanyja: Sieburger Irén (Pest, 1869. jún. 8.– Budapest, 1946. ápr. 9.)                          | Anyai nagyanyai dédapja: Sieburger György Tivadar (Danzig, 1833. márc. 1.– Budapest, 1915. febr. 1.)               |
| Gobbi Hilda (Budapest, 1913. jún. 6.– Budapest, 1988. júl. 13.) színésznő | Anyja: Schneckenburger Margit (Budapest, 1895. febr. 20.– Budapest, 1941. máj. 2.)    | Anyai nagyanyja: Sieburger Irén (Pest, 1869. jún. 8.– Budapest, 1946. ápr. 9.)                          | Anyai nagyanyai dédanyja: Komarniczky Ludmilla (Szolnok, 1841. szept. 25. (keresztelés)– Budapest, 1920. okt. 25.) |